# サウンド・セオリーズVol.1 & 2
『サウンド・セオリーズVol.1 & 2』（Sound Theories Vol. I & II）は、スティーヴ・ヴァイが2007年に発表したライブ・アルバム。

## 背景
ディスク1にはオランダのメトロポール・オーケストラと共演した公演のライブ音源が収録され、ディスク2はメトロポール・オーケストラがヴァイの曲を演奏した内容で、ディスク1と異なりヴァイ自身はギターを弾いていない。CDのクレジットには、収録曲の具体的な録音年月日や公演地は記載されておらず、ヴァイによれば、大半の曲は2004年5月の3回の公演と2005年7月の2回の公演からの抜粋だが、スタジオ録音やサウンド・チェック時の録音も数曲ずつ含まれているという。なお、ヴァイの公式サイトによれば、2004年には5月22日にフローニンゲン、23日と24日にアムステルダムで公演を行い、2005年7月1日と2日にはいずれもフローニンゲンで公演を行った。
本作のリリース後には、2005年7月2日のフローニンゲン公演の模様を収録した映像作品『ビジュアル・サウンド・セオリーズ』も発売された。

## 反響・評価
母国アメリカでは、総合アルバム・チャートのBillboard 200入りは果たせなかったが、『ビルボード』のインディペンデント・アルバム・チャートでは45位に達した。一方、イタリアやオランダのアルバム・チャートではトップ100入りを果たした。
第50回グラミー賞では、収録曲「アティテュード・ソング」が最優秀ロック・インストゥルメンタル・パフォーマンス賞にノミネートされた。William Ruhlmannはオールミュージックにおいて5点満点中3.5点を付け、全体像に関して「ヴァイはフランク・ザッパと同様、作曲および演奏の限界を押し上げることに没頭し、それに加えてライブ録音に膨大な編集を加えることで、さらに先進的な音楽を披露している」、ディスク2に関して「お蔵入りとなった冒険映画のサウンドトラックを思わせる、極めてドラマティックな音像」と評している。

## 収録曲
特記なき楽曲はスティーヴ・ヴァイ作。

### ディスク1『The Aching Hunger』
1. キル・ザ・ガイ・ウィズ・ザ・ボール - Kill the Guy with the Ball - 4:30
2. ザ・ゴッド・イーターズ - The God Eaters - 2:09
3. マーダー・プロローグ - The Murder Prologue - 1:09
4. マーダー - The Murder - 7:56
5. ジェントル・ウェイズ - Gentle Ways - 5:48
6. アンサーズ - Answers - 5:44
7. アイム・ビカミング - I'm Becoming - 2:20
8. サラマンダーズ・イン・ザ・サン - Salamanders in the Sun - 5:05
9. リバティ - Liberty - 2:06
10. アティテュード・ソング - The Attitude Song - 4:37
11. フォー・ザ・ラヴ・オブ・ゴッド - For the Love of God - 9:35

### ディスク2『Shadows & Sparks』
1. シャドウズ・アンド… - Shadows and... (Steve Vai, Tim Rice, Björn Ulvaeus, Benny Andersson) - 8:41
  - 2003年の作曲だが、「バンコク」のフレーズも挿入されている[11]。
2. スパークス - Sparks - 9:27
  - 2003年作曲。
3. フランジェリカ パート1 - Frangelica Pt.I - 3:04
  - 1981年作曲。
4. フランジェリカ パート2 - Frangelica Pt.II - 10:30
  - 1981年作曲。
5. ヘリオス・アンド・ヴェスタ - Helios and Vesta - 8:19
  - 1980年作曲。
6. ブレッドソー・ブルヴァード - Bledsoe Bluvd - 10:08
  - 1981年作曲。

## 参加ミュージシャン
- スティーヴ・ヴァイ - ギター（ディスク1のみ）
- メトロポール・オーケストラ - オーケストラ
  - ディック・バッカー（英語版） - 指揮